# Hebius optatus
Hebius optatus (омейський вуж) — вид змій родини полозових (Colubridae). Мешкає в Китаї і В'єтнамі.

## Поширення і екологія
Омейські вужі мешкають в китайських провінціях Чунцін, Гуансі, Гуйчжоу, Хунань і Сичуань, а також на півночі В'єтнаму. Вони живуть на берегах річок і струмків в горах, трапляються на полях. Зустрічаються на висоті від 416 до 1400 м над рівнем моря. Живляться рибою.